# Schwache Basen
Schwache Basen bezeichnen in der Chemie eine Untergruppe der Basen. Sie liegen in wässrigen Lösungen nur teilweise ionisiert vor. Somit sind sie schwache Elektrolyten.

## Reaktivität
Wenn eine reine Base in Wasser gegeben wird, bildet sich eine alkalische Lösung. Diese Reaktion, bei der die Base ein Proton von der Säure aufnimmt, nennt sich Protolyse. Schwache Basen liegen immer nur teilweise protolysiert/ionisiert in wässriger Lösung vor. Das Reaktionsgleichgewicht liegt auf der Seite der Edukte. Folgend ist ein allgemeines Beispiel einer Base B, die in Wasser protolysiert:
{\displaystyle \mathrm {B+H_{2}O\ \rightleftharpoons \ OH^{-}+BH^{+}} }
Bei einer schwachen Base liegt dieses Gleichgewicht, wie oben schon erwähnt, auf der linken Seite, der Eduktseite. Es bildet sich ein negativ geladenes Hydroxidion und ein positiv geladenes Kation. Das Kation ist die korrespondierende Säure zur Base. Diese Paare nennen sich korrespondierende Säure-Base-Paare.

Die Reaktivität der schwachen Basen hängt im Wesentlichen von der gebildeten Säure ab. Zusätzlich hängt die Reaktivität auch von der Konzentration der Hydroxidionen ab.

## pKs- und pKb-Werte
Ein Weg, herauszufinden, wie stark eine Base ist, geht über die protochemische Spannungsreihe, in der die pKb- und pKs-Werte einiger Säure-Base-Paare aufgelistet sind, wobei die pKb-Werte die Basenstärke bezeichnen und die pKs-Werte die Säurestärke bezeichnen. Die pKs- und pKb-Werte geben an, inwieweit eine Base bei der Gleichgewichtsreaktion mit Wasser ionisiert vorliegt. Dabei gilt: Je größer der Wert desto schwächer ist die Säure/Base. Schwache Basen besitzen einen pKb-Wert von größer als 8. Mittelstarke Basen besitzen einen pKb-Wert von größer als 4,75 und sehr schwache Basen einen von größer als 14. Schwache Basen sind immer auch starke Säuren.
Die folgende Tabelle listet pKs- und pKb-Werte einiger sehr starker bis sehr schwacher Basen und ihrer korrespondierenden Säuren bei Standardbedingungen auf. Mittelstarke Säuren und Basen sind hellgrau hinterlegt, während starke bis sehr starke Säuren und Basen dunkelgrau hinterlegt sind. Sie sind nur zum Vergleich aufgelistet:
| Säurestärke  | pKs   | Säure + H2O {\displaystyle \ \rightleftharpoons \ } H3O+ + Base | Säure + H2O {\displaystyle \ \rightleftharpoons \ } H3O+ + Base | pKb   | Basenstärke  |
| ------------ | ----- | --------------------------------------------------------------- | --------------------------------------------------------------- | ----- | ------------ |
| sehr schwach | 48    | CH4                                                             | CH3−                                                            | −34   | sehr stark   |
| sehr schwach | 23    | NH3                                                             | NH2−                                                            | −9    | sehr stark   |
| sehr schwach | 15,90 | CH3CH2-OH                                                       | CH3-CH2-O−                                                      | −1,90 | sehr stark   |
| schwach      | 14,00 | H2O                                                             | OH−                                                             | 0,00  | stark        |
| schwach      | 13,00 | HS−                                                             | S2−                                                             | 1,00  | stark        |
| schwach      | 12,36 | HPO42−                                                          | PO43−                                                           | 1,64  | stark        |
| schwach      | 10,40 | HCO3−                                                           | CO32−                                                           | 3,60  | stark        |
| schwach      | 9,40  | HCN                                                             | CN−                                                             | 4,60  | stark        |
| schwach      | 9,25  | NH4+                                                            | NH3                                                             | 4,75  | stark        |
| mittelstark  | 7,20  | H2PO4−                                                          | HPO42−                                                          | 6,80  | mittelstark  |
| mittelstark  | 6,92  | H2S                                                             | HS−                                                             | 7,08  | mittelstark  |
| mittelstark  | 6,52  | H2CO3                                                           | HCO3−                                                           | 7,48  | mittelstark  |
| mittelstark  | 4,85  | [Al(H2O)6]3+                                                    | [Al(OH)(H2O)5]2+                                                | 9,15  | mittelstark  |
| mittelstark  | 4,75  | CH3COOH                                                         | CH3COO−                                                         | 9,25  | mittelstark  |
| stark        | 3,75  | HCOOH                                                           | HCOO−                                                           | 10,25 | schwach      |
| stark        | 3,14  | HF                                                              | F−                                                              | 10,86 | schwach      |
| stark        | 2,22  | [Fe(H2O)6]3+                                                    | [Fe(OH)(H2O)5]2+                                                | 11,78 | schwach      |
| stark        | 2,13  | H3PO4                                                           | H2PO4−                                                          | 11,87 | schwach      |
| stark        | 1,92  | HSO4−                                                           | SO42−                                                           | 12,08 | schwach      |
| stark        | 0,00  | H3O+                                                            | H2O                                                             | 14,00 | schwach      |
| sehr stark   | −1,32 | HNO3                                                            | NO3−                                                            | 15,32 | sehr schwach |
| sehr stark   | −3    | H2SO4                                                           | HSO4−                                                           | 17    | sehr schwach |
| sehr stark   | −6    | HCl                                                             | Cl−                                                             | 20    | sehr schwach |
| sehr stark   | −10   | HI                                                              | I−                                                              | 24    | sehr schwach |
| sehr stark   | −10   | HClO4                                                           | ClO4−                                                           | 24    | sehr schwach |

## Schwache anorganische Basen
Die Liste schwacher Basen ist im Vergleich zu der der starken Basen länger. Bei den anorganischen Basen handelt es sich vor allem um in Wasser gelöste Halogenide, zum Beispiel Chloride (Cl−) und Fluoride (F−), sowie einige Sauerstoffverbindungen wie zum Beispiel Sulfate (SO42−) und Nitrate (NO3−).

## Schwache organische Basen
Bei den organischen Basen gibt es viele schwache Basen. Eigentlich sind alle bekannten organischen Basen, bis auf weniger Ausnahmen schwache Basen. Die bekanntesten Beispiele für schwache Basen sind die Nukleinbasen Adenin, Cytosin, Thymin und Guanin.